# Gesäuse
Koordinaten: 47° 35′ N, 14° 39′ O

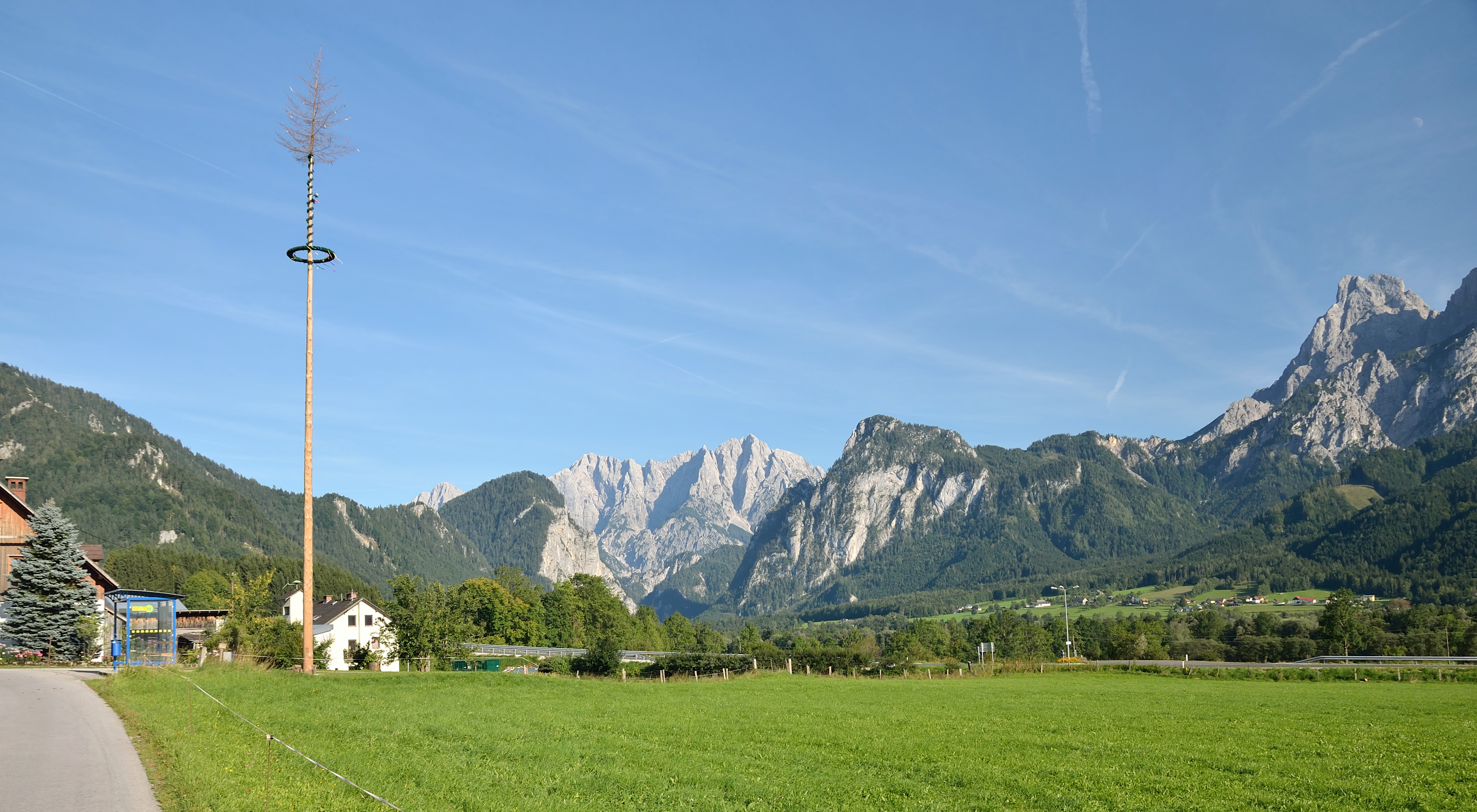
Gesäuseeingang bei Weng

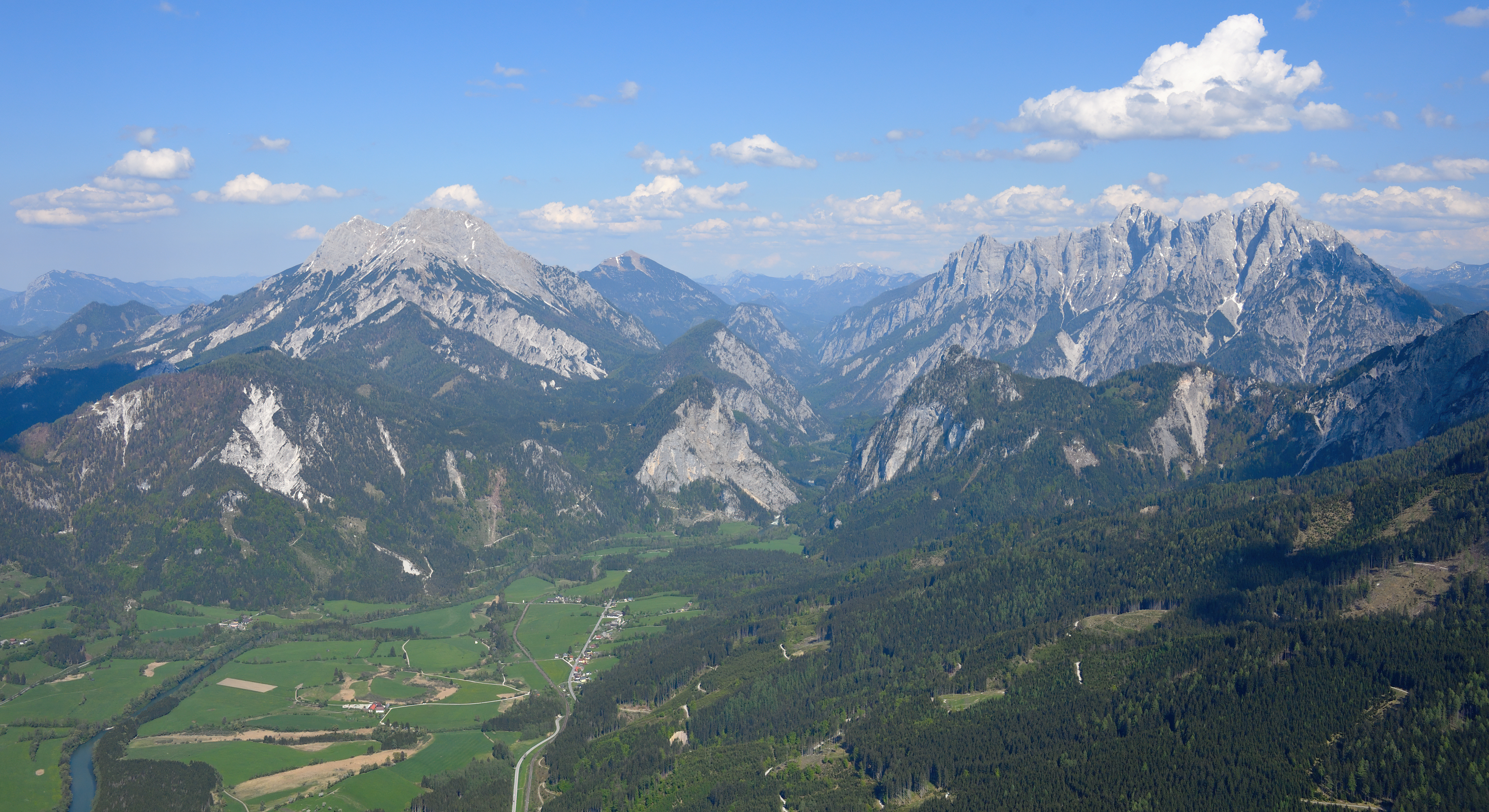
Das Gesäuse von Westen aus der Luft gesehen

Das Gesäuse ist eine Gebirgsgruppe in den Nördlichen Kalkalpen. Mit schroffen Kalkgipfeln und dem Durchbruchstal der Enns bildet es den nordöstlichen Teil der Ennstaler Alpen in der Steiermark, Österreich. 2002 wurde ein großer Teil des Gesäuses zum Nationalpark Gesäuse erklärt.

## Topografie und benachbarte Gebirge
Streng genommen bezeichnet das Gesäuse lediglich das 16 km lange Durchbruchstal der Enns zwischen Admont und Hieflau, sowie die Seitentäler von Radmer und Johnsbach. Die Enns überwindet innerhalb dieser kurzen Strecke ein Gefälle von über 150 Metern. Das wildschäumende, schnell dahinsausende Wildwasser gab diesem hochalpinen Abschnitt seinen Namen. Das Steirische Ennstal flussaufwärts ist westlich durch einen sehr breiten, nahezu ebenen Talboden geprägt. Flussabwärts folgt das weitere Engtal der Enns, das Oberösterreichische Ennstal, das gemeinsam mit dem Gesäuse den Durchbruch der Enns durch die Nordalpen bildet.
Zu beiden Seiten des Flusses ragen steile Kalkberge über das Tal und bilden die bekannten Kletterwände des Gesäuses. Das Gebiet des Gesäuses wird regional – ebenso wie in der Literatur – sehr unterschiedlich eingegrenzt. In den meisten Bergführern werden die Haller Mauern dazugerechnet. Gesäuseberge, Haller Mauern und Eisenerzer Alpen bilden zusammen die Gebirgsregion der Ennstaler Alpen.
Nördlich der Enns bestimmen die Berge der Buchsteingruppe die Landschaft. Südlich des Flusses erheben sich die Gipfel der Admonter-Reichensteingruppe, der Hochtorgruppe und der Zinödl-Lugauer-Gruppe. Im Nordwesten trennt der Buchauer Sattel die Haller Mauern vom Großen Buchstein. Im Norden der Gesäuseberge treffen das Reichraminger Hintergebirge und die Ybbstaler Alpen aufeinander, getrennt von der zur Donau hin abfließenden Enns. Im Osten grenzt das Gesäuse an die bewaldeten westlichen Ausläufer des Hochschwabs und an die Eisenerzer Alpen. Ebenso begrenzt im Süden der Hauptkamm der Eisenerzer Alpen das Gesäuse und trennt es vom Palten- und Liesingtal. Westlich erheben sich der Totes Gebirge/Warscheneckstock nördlich sowie die Kette der Rottenmanner Tauern südlich der Enns, der erste vom Pyhrnpass westwärts, die zweite vom Paltental südwestwärts.

## Untergruppen

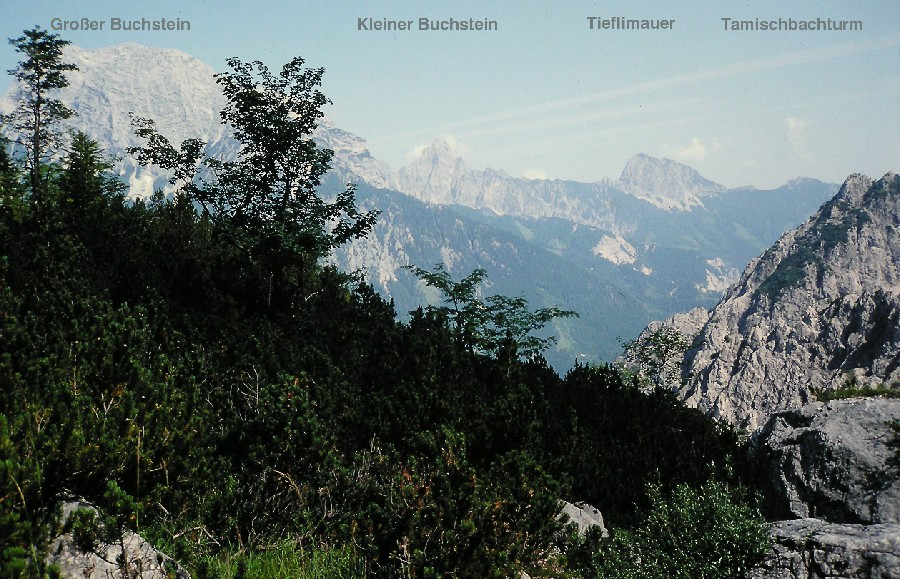
Blick vom Haindlkar auf die Buchsteingruppe (1993)

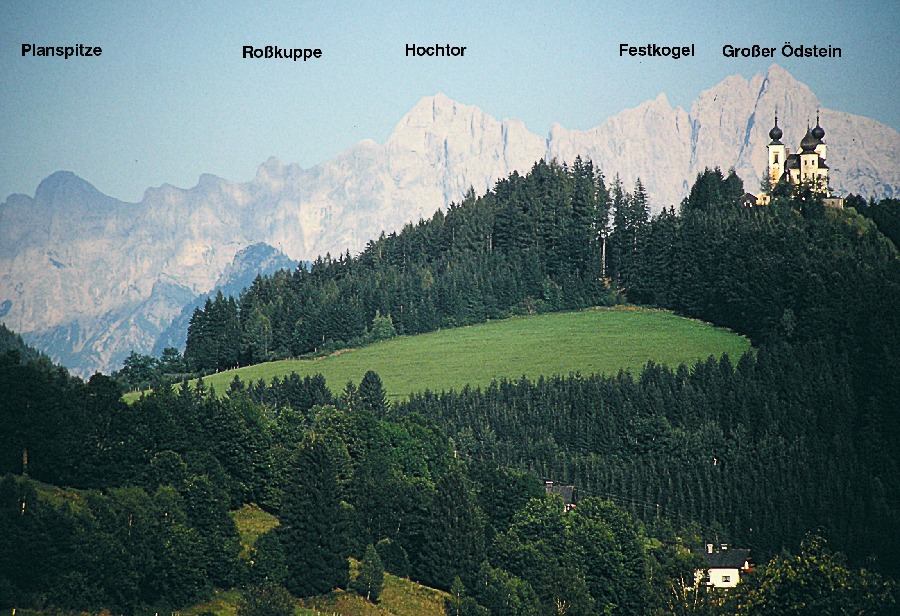
Die Wallfahrtskirche Frauenberg an der Enns vor den Wänden der Hochtorgruppe (1993)

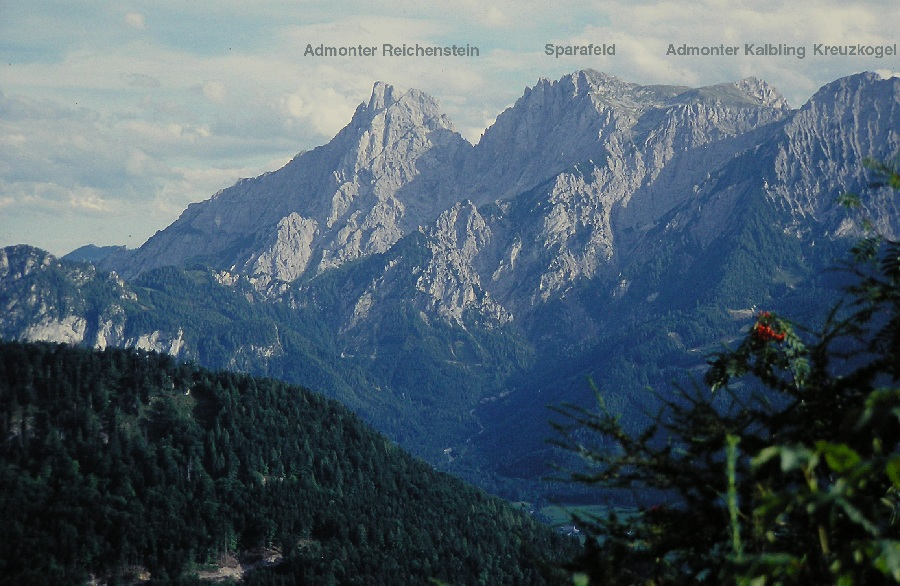
Blick aus den Haller Mauern auf die Admonter Reichensteingruppe (1993)

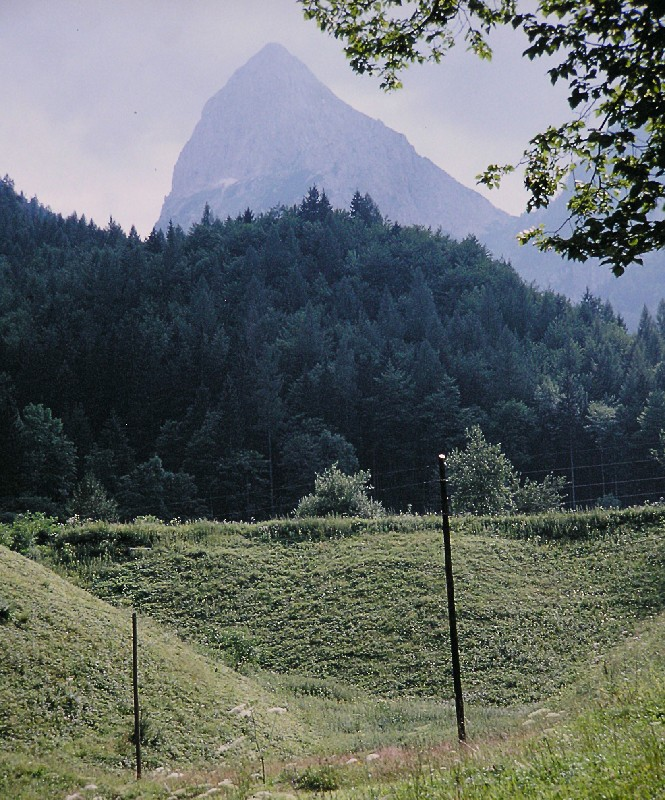
Blick von Osten auf den Lugauer-Ost-Gipfel (1993)

### Buchsteingruppe
Bis 1700 Meter ragen die Berge der Buchsteingruppe nördlich über die Enns empor. Im westlichen Teil der Gruppe bieten markante Felsbänder aus griffigem Dachsteinkalk hervorragende Kletterwände für jeden Anspruch. Höchster und westlichster Berg ist der Große Buchstein (2224 m). Vom Buchsteinhaus wird der Gipfel häufig von erfahrenen Bergwanderern über den Normalweg bestiegen. Jenseits der Enns bieten die steil aufragenden Nordwände der Hochtorgruppe einen beeindruckenden Anblick. Der Bruckgraben entwässert die Buchsteingruppe in einer tiefen, engen Klamm Richtung Enns. Bis zur Tieflimauer (1820 m) ist der Gratverlauf ausgesetzt und erfordert deshalb vom Wanderer Klettererfahrung, Schwindelfreiheit und Trittsicherheit. Nordöstlich vom Großen Buchstein befindet sich der 1990 m hohe Kleine Buchstein, dessen Gipfel lange Zeit als unersteigbar galt. Im östlichen Teil der Buchsteingruppe liegt am Fuße des 2035 m hohen Tamischbachturms die Ennstaler Hütte. Sie ist die älteste Schutzhütte in den Ennstaler Alpen. Der markante Tamischbachturm ist von weniger erfahrenen Bergwanderern leicht zu ersteigen und bietet ein umfassendes Panorama.

### Hochtorgruppe
Die Hochtorgruppe ragt mit ihren bis 1000 Meter ansteigenden Kalkwänden imposant aus dem Ennstal empor. Die berühmten Nordwände bieten Klettertouren aller Schwierigkeitsgrade. Viele Bergsteiger verloren in diesen Wänden ihr Leben. Die Hochtorgruppe ist die beliebteste und meistbesuchte Kletterregion der Ennstaler Alpen. Sämtliche Anstiege auf die Gipfel, auch über die Normalwege, erfordern vom Bergwanderer Erfahrung, Trittsicherheit und Schwindelfreiheit. Teilweise gesicherte Zustiege aus dem Ennstal über den Wasserfallweg, durch das Haindlkar und über den historischen Peternpfad zeugen seit über 100 Jahren von der Beliebtheit dieser Bergsteigerregion. Im Westen, direkt unter den Nordwänden, ist die traditionsreiche Haindlkarhütte Stützpunkt für Wander- und Klettertouren aus dem Haindlkar. Im Osten befindet sich unterhalb des Hochtors die Heßhütte. Sie ist Ausgangspunkt zur Ersteigung des Hochzinödls und aller Hochtorgipfel. Im Gratverlauf von Ost nach West ist die Planspitze (2117 m) mit ihrer bis 780 m hohen Kletterwand der erste Gipfel der Gruppe. Nach den beiden Peternschartenköpfen folgt die 2152 m hohe Roßkuppe. Hauptgipfel und höchster Berg der gesamten Ennstaler Alpen ist das 2369 m hohe Hochtor. Der Berg bricht nach allen Seiten mit steilen Wänden ab. Über den Haindlkarturm (2238 m) und den Festkogel (2261 m) führt der Grat im Westen zum wuchtigen Gipfel des 2335 m hohen Großen Ödstein.

### Admonter-Reichenstein-Gruppe
Die Admonter-Reichenstein-Gruppe hat für Bergwanderer und Bergsteiger eine ähnlich große Bedeutung wie die Hochtorgruppe. Südlich der Enns erhebt sich die Reichensteingruppe vom Gesäuseeingang bis zur Marktgemeinde Admont. Von der Hochtorgruppe wird sie durch das schluchtartige Johnsbachtal getrennt. Östlichster Gipfel ist das Totenköpfl, knapp westlich davon liegt der höchste Gipfel der Gruppe; der 2251 m hohe Admonter Reichenstein. Auf ihn führt kein Weg, der leicht zu begehen ist. Stützpunkt für den Anstieg ist die südlich auf der Treffner Alm gelegene Mödlinger Hütte. Durch die Wildscharte getrennt folgen westlich die Gipfel des 2247 m hohen Sparafelds und des 2196 m hohen Admonter Kalblings. Nach Süden hin fallen die Wände der Gruppe zur Flitzenalm ab. Ein besonders beliebter Kletterberg ist der Kalbling, auch wegen des einfachen Zugangs über die Klinke-Hütte und vor allem wegen der berühmten Kletterrouten der West- und Südwand. Über den Normalweg ist der Gipfel des Kalbling relativ leicht von erfahrenen Bergwanderern zu ersteigen. Im Westen schließt der 2011 m hohe Kreuzkogel die Admonter Reichensteingruppe ab. Zu Füßen dieses Gipfels liegt die Marktgemeinde Admont. Der Übergang vom Kreuzkogel zum Kalbling über den aussichtsreichen Riffelgrat sollte nur von erfahrenen Bergwanderern begangen werden.

### Lugauer-Zinödl-Gruppe
Südöstlich der Hochtorgruppe befindet sich die Lugauer-Zinödl-Gruppe. Von der Hesshütte ist der aussichtsreiche Gipfel des Hochzinödls (2191 m) leicht erreichbar. Die nach Südosten 600 m steil abfallenden Schrofenwände bieten einige Kletterrouten. Nach Nordwesten und Norden fällt der Berg mit einem Waldhang ab, der zum Ennstal mit bis zu 800 m hohen Wänden abbricht. In diesem Wald, der bis ins 19. Jh. Weidefläche war, liegt die verfallene Zinödlalm (Wolfbauernhochalm, 1480 m). Sie war von Norden, vom Ennstal aus, für das Vieh gar nicht erreichbar, für Jäger und Sennen nur über den steilen und gefährlichen sogenannten Handhabenriegel. Der erhielt seinen Namen von den gekappten und entrindeten Jungbäumen, den „Handhaben“, die als frühe Vorform einer Wegversicherung dienten. Das Vieh trieben die Johnsbacher Bauern von der entgegengesetzten Seite auf: über das Ennseck und den Westhang des Zinödl zur „Gass“ (1930 m) auf dem nördlichen Gipfelgrat des Zinödl, danach im Abstieg über die Almwiesen (die heute zugewachsen sind) oberhalb der Wandabbrüche zur Zinödlalm. Der Handhabensteig wird nicht erhalten und kaum mehr begangen. Die Zinödlalm ist kulturhistorisch bezeichnend für die intensive Weidewirtschaft bis zum 19. Jh., die trotz enormen Zugangsschwierigkeiten noch die letzten Wiesenflächen nutzte. Sie ist heute einer der am seltensten besuchten und einsamsten Orte des Gesäuses.    
Die Besteigung des isoliert aus dem Radmertal aufragenden Lugauers (2217 m) mit seinem Doppelgipfel erfordert Schwindelfreiheit und Trittsicherheit und ist von allen Seiten sehr lang (Höhenunterschied vom Ennstal 1700 m, von Radmer 1500 m). Aus östlicher Richtung wirkt der Lugauer besonders markant, was ihm bei den Einheimischen die etwas überspitzte Bezeichnung Steirisches Matterhorn eingebracht hat. Die Rundsicht vom Lugauer ist hervorragend.

## Geologie
Die Gesäuseberge sind ein Teil der Nördlichen Kalkalpen. Hier beginnt die Schichtenfolge mit den Präbichl-Schichten (vermutlich Perm). Dies ist eine Folge von Konglomeraten, Quarziten und Tonsteinen im Liegenden der Werfener Schichten (Unter-Trias). Über Werfener Sandsteinen und Schiefern schließt sich eine salinare Folge mit Gips und Haselgebirge an, die mit Dolomit und verschiedenen Kalken verzahnt ist. Darüber folgt der dunkle Gutensteiner Dolomit, der Linsen von Gutensteiner Kalk enthält.
Das vorherrschende Gestein der Mittleren Trias ist der Wetterstein-Dolomit, der die Basis aller hohen Gesäuseberge bildet. Er ist ursprünglich als Kalk in einem tropischen Meer entstanden und später zum größten Teil in Dolomit umgewandelt worden. Eine ganze Reihe von Kalkvorkommen ist jedoch nicht von dieser Umwandlung erfasst worden, das größte ist der Bruckstein. Darüber folgen die geringmächtigen Raibler Schichten, die im Norden aus Sandstein und Schiefer sowie im Süden aus buntem Kalk und Dolomit bestehen. Die Obere Trias besteht aus Dachsteindolomit und dem überlagernden Dachsteinkalk, aus dem die steilen und landschaftsprägenden Felswände der hohen Berge bestehen. Der Dachsteinkalk kann ebenso wie der ältere Wettersteinkalk in einen zentralen Riffbereich und das Rückriff gegliedert werden.
Gesteine aus der Jura- und Kreidezeit sind nur in tektonisch begünstigter Position erhalten geblieben. Dies sind Fleckenmergel und Crinoidenkalk des Jura sowie Gosau (Konglomerate, Sandstein mit Kohle und Ton). Aus dem Tertiär haben sich lokal Augensteinschotter auf hochgelegenen Altflächen erhalten, die noch vor der starken Heraushebung der Kalkalpen von Flüssen aus dem Süden heran transportiert worden sind. Im Quartär schließlich sind Moränen, Terrassen und zuletzt Moore entstanden.

## Natur

### Nationalpark

Übersichtskarte des Nationalparks

Der größte Teil des Gesäuses wurde im Jahr 2002 zum Nationalpark Gesäuse erklärt. Er ist damit der jüngste von sechs österreichischen Nationalparks.

### Flora und Fauna
In freier Wildbahn können etwa 90 Brutvogelarten, Murmeltiere, Gämsen, Rehe und Hirsche beobachtet werden. Zur Flora gehören rund 50 Orchideenarten.

## Geschichte
Im Johnsbachtal gibt es Kupfervorkommen, die bereits im 15. Jahrhundert v. Chr. ausgebeutet wurden, wie Schlackenfunde belegen. Im späten Mittelalter erfolgten die erste Nutzung von Almen und der Beginn der Holzfällertätigkeit in diesem Bereich. Weite Teile des Gebiets gehörten damals dem Benediktiner-Stift Admont (gegründet 1074).
Die touristische Erschließung begann mit Eröffnung der Kronprinz-Rudolfsbahn (1872), die durch das Gesäuse führt. Als „Entdecker“ gilt der Wiener Bergpionier Heinrich Heß, der viele Erstbesteigungen durchführte (wie am Hochtor 1877). Er ist Autor des ersten Gesäuseführers, welcher als Prototyp für diese Art von Literatur gilt. Nach dem Gesäusepionier ist die Hesshütte benannt, der wichtigste Stützpunkt für Bergsteiger im Hochtorgebiet.
Überwiegend in den 1920er Jahren erfolgte die Erschließung zahlreicher Kletterrouten in den Nordwänden der Hochtorgruppe, am Admonter Reichenstein und am Buchstein.

## Bedeutende Talorte und kulturelle Sehenswürdigkeiten

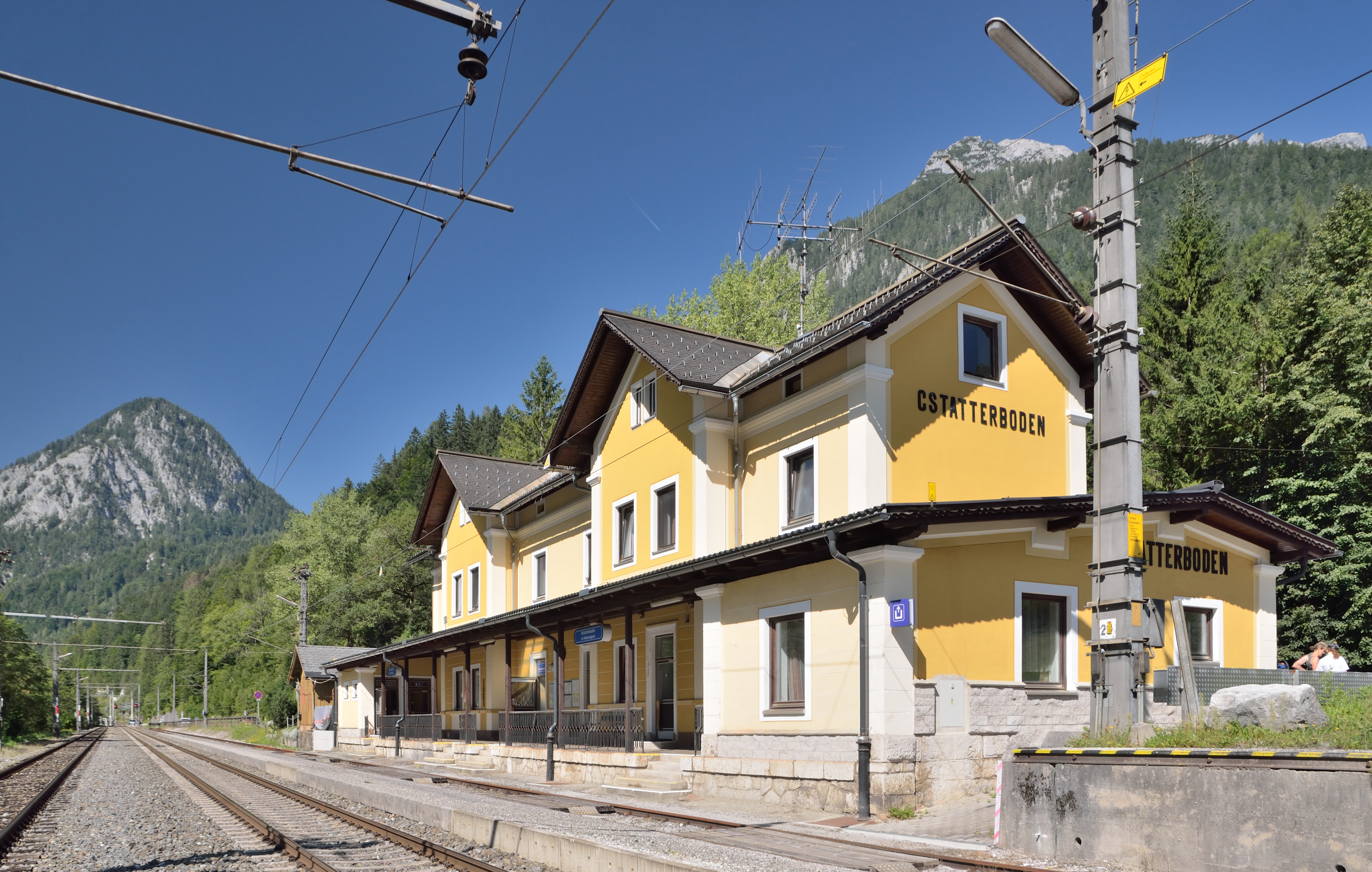
Bahnhof Gstatterboden

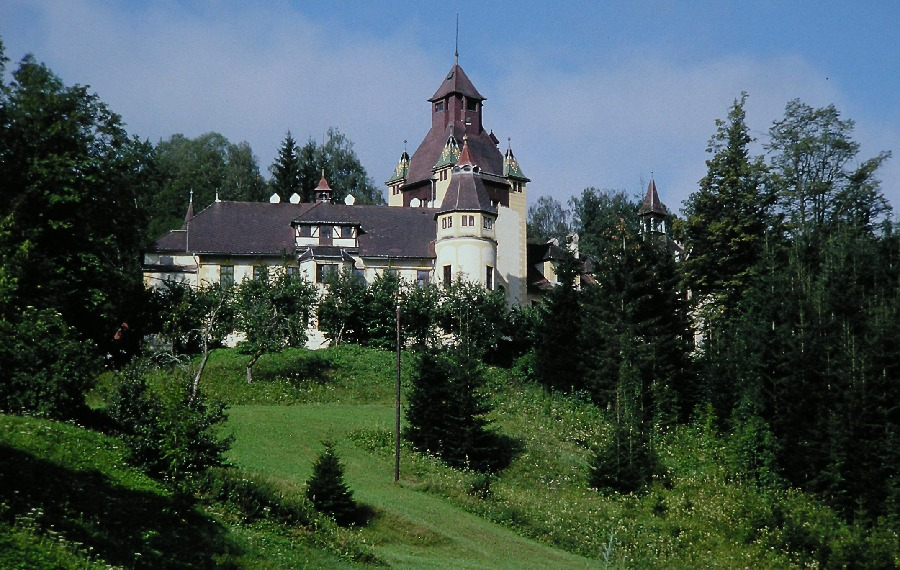
Schloss Kassegg (1993)

Neben der Landschaft und den Bergen ist das Stift Admont ein bedeutender Anziehungspunkt für Touristen. Es bietet den größten klösterlichen Bibliothekssaal der Welt mit umfangreicher Büchersammlung, eine sehenswerte Stiftskirche, eine naturhistorische Sammlung und zeitgenössische Kunst. Über Admont erhebt sich das Schloss Röthelstein, ein ehemaliger Sommersitz der Admonter Äbte. Das Schloss wurde zu einer der schönsten Jugendherbergen Österreichs ausgebaut. Die Pfarrkirchen in den Ortsteilen Weng und Hall sind sehenswert. Einige Kilometer weiter westlich dominiert die Wallfahrtskirche Frauenberg an der Enns das Tal, sie bietet einen Rundblick zu den Haller Mauern und den Kalkwänden der westlichen Gesäuseberge.
Über den Buchauer Sattel (850 m) führt die Straße nach Sankt Gallen mit einer schönen Pfarrkirche und der Ruine Gallenstein, einer ehemaligen Fluchtburg der Admonter Äbte. Das Sträßchen nach Großreifling führt vorbei am neoromantischen Bau des Schlosses Kassegg. In Großreifling ist das Österreichische Forstmuseum Silvanum beheimatet.
Hieflau ist eine alte Eisenwerksiedlung an der Mündung des Erzbachs in die Enns. Früher benötigten die Einwohner viel Holz zur Eisenverhüttung in den Schmelzöfen. Dieses Holz wurde durch die Gesäuseschlucht getriftet und durch einen riesigen Holzrechen in Hieflau aufgefangen, von dem Reste aus dem frühen 16. Jahrhundert noch heute zu sehen sind. Weitere Sehenswürdigkeiten: die Pfarrkirche, das Heimatmuseum und Gebäude der ehemaligen Bergbaugesellschaft.
Der einzige Ort im Durchbruchstal des Gesäuses ist Gstatterboden. Er ist Ausgangspunkt für Touren auf alle Gesäuseberge beiderseits der Enns. 
Zwei Seitentäler südlich der Enns sind beachtenswert. Die Gemeinde Radmer im Radmertal besteht aus den Ortsteilen Radmer an der Stube und Radmer an der Hasel. Radmer an der Stube hat eine sehr schöne Wallfahrtskirche. Radmer an der Hasel ist Ausgangspunkt für eine Besteigung des Lugauers und für Touren in die Eisenerzer Alpen. Im Johnsbachtal liegt das Bergdorf Johnsbach, eine Streusiedlung und touristisch ein Hauptort des Gesäuses. Die kleine Bergkirche ist von einem bekannten Bergsteigerfriedhof umgeben. Die Inschriften auf den Kreuzen und Grabsteinen zeugen vom Schicksal der Bergsteiger, die in den Bergen des Gesäuses ihr Leben gelassen haben. Dem Friedhof direkt gegenüber erheben sich die reich gegliederten Felswände des Großen Ödsteins, dessen Zacken und Türme im Kirchengrat fast bis an die Friedhofsmauer reichen. Bei Wanderungen über die Mödlinger Hütte und über die Hesshütte wird die Gipfelregion erreicht. 

## Tourismus

### Bergsport
Nicht nur traditionelle Alpinkletterer, sondern auch Sportkletterer schätzen das Gebiet, weil es anspruchsvolle Felswände mit leichten Zugängen bietet. Im Winter bietet das Gesäuse Skifahrern einige Skitouren. 1967 wurde der Kalbling-Skilift erbaut, dessen Betrieb nach drei Jahrzehnten eingestellt wurde.
Durch das Gesäuse verlaufen mit dem Nordalpenweg und dem Eisenwurzenweg zwei österreichische Weitwanderwege.

### Wassersport
Die Enns im Gesäuse bietet Möglichkeiten zum Wildwasserpaddeln bis zu den höchsten Schwierigkeitsgraden. Die Staumauer bei der Kummerbrücke unterhalb Gstatterbodens hat einen Teil der Wildwasserstrecke erheblich verändert.  

### Berghütten

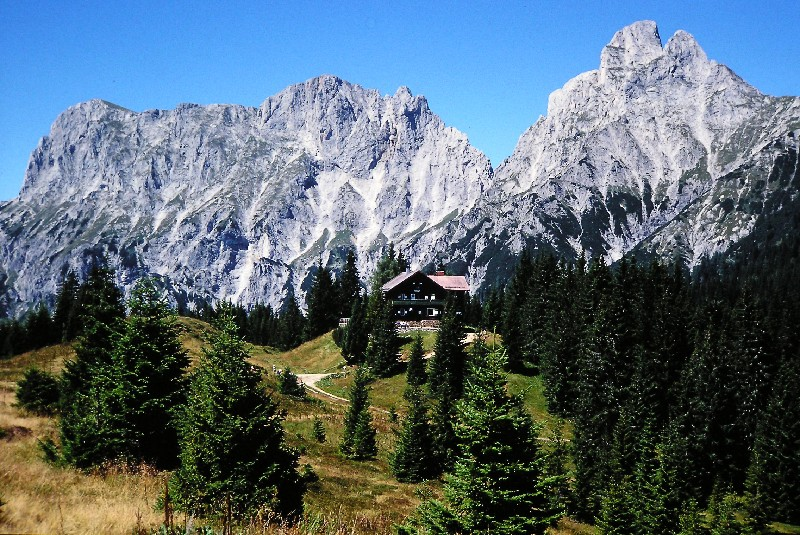
Die Mödlinger Hütte mit (v. li. n. re.): Admonter Kalbling, Sparafeld, Admonter Reichenstein und Totenköpfl (1993)

- Admonter Haus (1723 m): am Grabnertörl in den Haller Mauern
- Bosruckhütte (1043 m): an der Nordflanke des Bosrucks, westlich der Haller Mauern
- Buchsteinhaus (1546 m): südlich unterhalb des Großen Buchsteins
- Ennstaler Hütte (1544 m): auf dem Sattel westlich des Tamischbachturms in den Gesäusebergen
- Goferhütte (978 m): im Gofergraben unter den Nordwänden des Admonter Reichensteins, Selbstversorgerhütte
- Haindlkarhütte (1121 m): im Haindlkar am Fuß des Hochtors
- Hesshütte (1699 m): auf dem Ennseck, östlich des Hochtors
- Mödlinger Hütte (1523 m): auf der Treffner Alm südlich des Admonter Reichensteins
- Klinke-Hütte (1486 m): nahe dem Kalblinggatterl, südlich des Admonter Kalblings